# Плазмоид

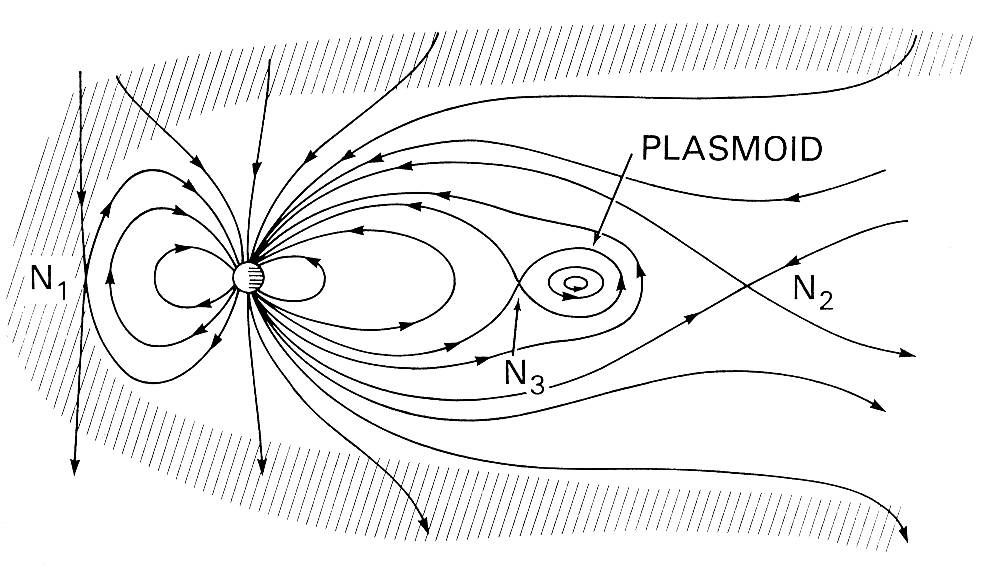
Натуральный плазмоид, образованный взаимодействием магнитного поля земли и солнечного ветра.

Плазмоид — плазменный сгусток, ограниченная конфигурация магнитных полей и плазмы.
Возможно использование генерируемых СВЧ-излучением плазмоидов в промышленности.
Некоторые исследователи рассматривают частицы микромира как плазмоиды.

## Автономные плазмоиды
Магнитное поле автономного плазмоида поддерживается собственными токами плазмы, и чем меньше при этом утечки энергии, тем дольше он может существовать, таким образом, исследование плазмоидов — возможный путь к получению лабораторной шаровой молнии.
Было получено экспериментальное подтверждение того, что в определённых условиях плазмоиды могут «размножаться».

## Плазмоиды в приземной тропосфере
Плазмоидные образования вблизи поверхности Земли образуются преимущественно над газовыделяющими структурами и тектоническими разломами. Размеры плазмоидов колеблются от 3-5 см до 100 и более метров. Некоторые из них могут фиксироваться фотоаппаратом (инфракрасный и ультрафиолетовый диапазоны частот электромагнитных волн), в редких случаях могут быть зафиксированы даже невооружённым глазом. Образование плазмоидов происходит по модели шаровой молнии, согласно которой плазменную фазу удерживает тонкая молекулярно-кристаллическая оболочка, состоящая из электрически заряженных кластеров «скрытой» фазы воды.